# Cronologia Chinei

## China antică
| Data         | Dinastia domnitoare | Suveranul         | Evenimente                                           | Alte personaje / evenimente |
| -2500        | Sanhuangwudi        |                   | Această perioadă este învăluită în Mitologia chineză |                             |
| -2205        | Sanhuangwudi        |                   | Această perioadă este învăluită în Mitologia chineză |                             |
| Dinastia Xia |                     |                   |                                                      |                             |
| -1806        |                     |                   |                                                      |                             |
| -1523        | Dinastia Shang      |                   | Primele urme de Caractere chinezești                 |                             |
| -1027        | Dinastia Shang      |                   |                                                      |                             |
| -1122        | Dinastia Zhou       | Regele Wu de Zhou |                                                      |                             |
| -781         | Dinastia Zhou       | Youwang           |                                                      |                             |
| -771         | Dinastia Zhou       | Youwang           | Sfârșitul Dinastiei Zhou occidentală                 |                             |
| -770         | Dinastia Zhou       | Pingwang          | Începutul Dinastiei Zhou orientală                   |                             |
| -722         | Dinastia Zhou       | Pingwang          | Perioada Primăverilor și Toamnelor                   |                             |
| -720         | Dinastia Zhou       | Pingwang          | Perioada Primăverilor și Toamnelor                   |                             |
| -651         | Dinastia Zhou       | Xiangwang         | Perioada Primăverilor și Toamnelor                   |                             |
| -632         | Dinastia Zhou       | Xiangwang         | Perioada Primăverilor și Toamnelor                   | Războiul de la Chengpu      |
| -619         | Dinastia Zhou       | Xiangwang         | Perioada Primăverilor și Toamnelor                   |                             |
| -551         | Dinastia Zhou       |                   | Perioada Primăverilor și Toamnelor                   | Lao Zi                      |
| -551         | Dinastia Zhou       |                   | Perioada Primăverilor și Toamnelor                   | Confucius                   |
| -481         | Dinastia Zhou       |                   | Perioada Primăverilor și Toamnelor                   | Confucius                   |
| -479         | Dinastia Zhou       |                   |                                                      | Confucius                   |
| -403         | Dinastia Zhou       |                   | Perioada Regatelor războinice                        |                             |
| -314         | Dinastia Zhou       | Nanwang           | Perioada Regatelor războinice                        |                             |
| -260         | Dinastia Zhou       | Nanwang           | Perioada Regatelor războinice                        | Războaiele lui Changping    |
| -256         | Dinastia Zhou       | Nanwang           | Perioada Regatelor războinice                        |                             |

## China imperială
| Data                                         | Dinastia domnitoare                                     | Suveranul | Evenimente | Alte personaje / evenimente                             |
| -255                                         | Dinastia Qin                                            | | Perioada Regatelor războinice |                                                         |
| -246                                         | Dinastia Qin                                            | Qin Shi Huang | Perioada Regatelor războinice |                                                         |
| -221                                         | Dinastia Qin                                            | Qin Shi Huang | Perioada Regatelor războinice | Începutul construirii Marelui Zid Chinezesc             |
| -221                                         | Dinastia Qin                                            | Qin Shi Huang | Unificarea Chinei |                                                         |
| -210                                         | Dinastia Qin                                            | Qin Shi Huang | Funerariile Armatei lui Xi'an |                                                         |
| -209                                         | Dinastia Qin                                            | Qin Er Shi | |                                                         |
| -207                                         | Dinastia Qin                                            | Qin Er Shi | |                                                         |
| Ziying                                       | Dinastia Qin                                            | | |                                                         |
| -206                                         |                                                         | | Războiul Chu-Han |                                                         |
| -205                                         |                                                         | | Războiul Chu-Han | Războiul de la Jingxing                                 |
| -202                                         |                                                         | | Războiul Chu-Han |                                                         |
| Dinastia Han (Han occidental)                | Han Gao Zu                                              | | |                                                         |
| Dinastia Han (Han occidental)                | Han Gao Zu                                              | -195 | |                                                         |
| Dinastia Han (Han occidental)                | 6                                                       | Ruzi | |                                                         |
| Dinastia Han (Han occidental)                | 9                                                       | Ruzi | |                                                         |
| Dinastia Xin                                 | Wang Mang                                               | | |                                                         |
| Dinastia Xin                                 | Wang Mang                                               | 23 | |                                                         |
| Dinastia Han (Han oriental)                  | Împăratul Genshi                                        | | |                                                         |
| Dinastia Han (Han oriental)                  | 25                                                      | | |                                                         |
| Dinastia Han (Han oriental)                  | 88                                                      | Hedi | |                                                         |
| Dinastia Han (Han oriental)                  | 105                                                     | Hedi | Cai Lun inventează hârtia |                                                         |
| Dinastia Han (Han oriental)                  | 106                                                     | Hedi | |                                                         |
| Dinastia Han (Han oriental)                  | Shangdi                                                 | | |                                                         |
| Dinastia Han (Han oriental)                  | 168                                                     | Lingdi | |                                                         |
| Dinastia Han (Han oriental)                  | 184                                                     | Lingdi | Revolta Turbanelor Galbene |                                                         |
| Dinastia Han (Han oriental)                  | 189                                                     | Lingdi | |                                                         |
| Dinastia Han (Han oriental)                  | Hongnongwang                                            | | |                                                         |
| Dinastia Han (Han oriental)                  | Xiandi                                                  | | |                                                         |
| Dinastia Han (Han oriental)                  | 191                                                     | Războiul de la Jieqiao | |                                                         |
| Dinastia Han (Han oriental)                  | 200                                                     | Războiul de la Guandu | |                                                         |
| Dinastia Han (Han oriental)                  | 208                                                     | Războiul de la Changban | Războiul Falezelor Roșii |                                                         |
| Dinastia Han (Han oriental)                  | 220                                                     | | |                                                         |
| Trei Regate                                  |                                                         | | |                                                         |
| 222                                          | Cao Pi (Cao Wei) Liu Bei (Shu Han) Sun Quan (Wu de Est) | Războiul de la Yiling, azi Yichang | |                                                         |
| 225                                          | Cao Pi (Cao Wei) Liu Bei (Shu Han) Sun Quan (Wu de Est) | Campaniile lui Zhuge Liang Campaniile în Sud | |                                                         |
| 230                                          | Cao Pi (Cao Wei) Liu Bei (Shu Han) Sun Quan (Wu de Est) | Campaniile lui Zhuge Liang Campaniile în Sud | |                                                         |
| 234                                          | Cao Pi (Cao Wei) Liu Bei (Shu Han) Sun Quan (Wu de Est) | Războiul de pe Câmpia Wuzhang | |                                                         |
| 250                                          | Cao Pi (Cao Wei) Liu Bei (Shu Han) Sun Quan (Wu de Est) | Introducerea Budismului în China | |                                                         |
| 252                                          | Cao Pi (Cao Wei) Liu Bei (Shu Han) Sun Quan (Wu de Est) | | |                                                         |
| 265                                          |                                                         | | |                                                         |
| Dinastia Jin 265-420                         | Wudi                                                    | | |                                                         |
| Dinastia Jin 265-420                         | Wudi                                                    | 274 | |                                                         |
| Dinastia Jin 265-420                         | 290                                                     | Huidi | |                                                         |
| Dinastia Jin 265-420                         | 291                                                     | Huidi | | Războiul celor Opt Prinți                               |
| Dinastia Jin 265-420                         | 304                                                     | Huidi | Cele Șaisprezece Regate (Han Zhao, Zhao Succesiv, Cheng Han, Liang Precedent, Liang Succesiv, Liang de Nord, Liang de Apus, Liang de Sud, Yan Precedent, Yan Succesiv, Yan de Nord, Yan de Sud, Qin Precedent, Qin Succesiv, Qin de Apus, Xia) | Războiul celor Opt Prinți                               |
| Dinastia Jin 265-420                         | 306                                                     | Huidi | Cele Șaisprezece Regate (Han Zhao, Zhao Succesiv, Cheng Han, Liang Precedent, Liang Succesiv, Liang de Nord, Liang de Apus, Liang de Sud, Yan Precedent, Yan Succesiv, Yan de Nord, Yan de Sud, Qin Precedent, Qin Succesiv, Qin de Apus, Xia) | Războiul celor Opt Prinți                               |
| Dinastia Jin 265-420                         | 307                                                     | Huidi | Cele Șaisprezece Regate (Han Zhao, Zhao Succesiv, Cheng Han, Liang Precedent, Liang Succesiv, Liang de Nord, Liang de Apus, Liang de Sud, Yan Precedent, Yan Succesiv, Yan de Nord, Yan de Sud, Qin Precedent, Qin Succesiv, Qin de Apus, Xia) |                                                         |
| Dinastia Jin 265-420                         | 372                                                     | Xiaowudi | Cele Șaisprezece Regate (Han Zhao, Zhao Succesiv, Cheng Han, Liang Precedent, Liang Succesiv, Liang de Nord, Liang de Apus, Liang de Sud, Yan Precedent, Yan Succesiv, Yan de Nord, Yan de Sud, Qin Precedent, Qin Succesiv, Qin de Apus, Xia) |                                                         |
| Dinastia Jin 265-420                         | 383                                                     | Xiaowudi | Cele Șaisprezece Regate (Han Zhao, Zhao Succesiv, Cheng Han, Liang Precedent, Liang Succesiv, Liang de Nord, Liang de Apus, Liang de Sud, Yan Precedent, Yan Succesiv, Yan de Nord, Yan de Sud, Qin Precedent, Qin Succesiv, Qin de Apus, Xia) | Războiul de pe fluviul Fei                              |
| Dinastia Jin 265-420                         | 396                                                     | Xiaowudi | Cele Șaisprezece Regate (Han Zhao, Zhao Succesiv, Cheng Han, Liang Precedent, Liang Succesiv, Liang de Nord, Liang de Apus, Liang de Sud, Yan Precedent, Yan Succesiv, Yan de Nord, Yan de Sud, Qin Precedent, Qin Succesiv, Qin de Apus, Xia) |                                                         |
| Dinastia Jin 265-420                         | 419                                                     | Gongdi | Cele Șaisprezece Regate (Han Zhao, Zhao Succesiv, Cheng Han, Liang Precedent, Liang Succesiv, Liang de Nord, Liang de Apus, Liang de Sud, Yan Precedent, Yan Succesiv, Yan de Nord, Yan de Sud, Qin Precedent, Qin Succesiv, Qin de Apus, Xia) |                                                         |
| Dinastia Jin 265-420                         | 420                                                     | Gongdi | Cele Șaisprezece Regate (Han Zhao, Zhao Succesiv, Cheng Han, Liang Precedent, Liang Succesiv, Liang de Nord, Liang de Apus, Liang de Sud, Yan Precedent, Yan Succesiv, Yan de Nord, Yan de Sud, Qin Precedent, Qin Succesiv, Qin de Apus, Xia) |                                                         |
| Dinastia de Nord și de Sud                   |                                                         | | Cele Șaisprezece Regate (Han Zhao, Zhao Succesiv, Cheng Han, Liang Precedent, Liang Succesiv, Liang de Nord, Liang de Apus, Liang de Sud, Yan Precedent, Yan Succesiv, Yan de Nord, Yan de Sud, Qin Precedent, Qin Succesiv, Qin de Apus, Xia) |                                                         |
| 439                                          |                                                         | | Cele Șaisprezece Regate (Han Zhao, Zhao Succesiv, Cheng Han, Liang Precedent, Liang Succesiv, Liang de Nord, Liang de Apus, Liang de Sud, Yan Precedent, Yan Succesiv, Yan de Nord, Yan de Sud, Qin Precedent, Qin Succesiv, Qin de Apus, Xia) |                                                         |
| 475                                          |                                                         | Sosește în China Bodhiharma | |                                                         |
| 589                                          |                                                         | | |                                                         |
| 581                                          | Dinastia Sui                                            | | |                                                         |
| 618                                          | Dinastia Sui                                            | | |                                                         |
| Dinastia Tang                                |                                                         | | |                                                         |
| 627                                          | Li Shimin                                               | | |                                                         |
| 635                                          | Li Shimin                                               | Sosesc în China primii misionari creștini : călugări nestorieni din Asia Mică și din Persia; construcția Pagodei Daqin.                                                                                              | |                                                         |
| 649                                          | Li Shimin                                               | | |                                                         |
| 650                                          |                                                         | Documentele Dinastiei Tang vorbesc despre vizita în China a lui Saad Ibn Abi Waqqas, unul dintre însoțitorii profetului Mahomed în 650. Acest eveniment este considerat ca începutul, «nașterea» islamului în China. | |                                                         |
| 684                                          | Wu Ze Tian                                              | | |                                                         |
| 705                                          | Wu Ze Tian                                              | | |                                                         |
| 712                                          | Împăratul Xuanzong                                      | | |                                                         |
| 751                                          | Împăratul Xuanzong                                      | Războiul de la Talas | |                                                         |
| 756                                          | Împăratul Xuanzong                                      | Revolta lui An Lushan | |                                                         |
| 763                                          |                                                         | Revolta lui An Lushan | |                                                         |
| 845                                          |                                                         | Budismul este reprimat cu violență | |                                                         |
| 907                                          |                                                         | | |                                                         |
| Perioada celor Cinci Dinastii și Zece Regate |                                                         | | |                                                         |
| 960                                          |                                                         | | |                                                         |
| Dinastia Song (960-1279)                     |                                                         | | |                                                         |
| 1127                                         |                                                         | Sfârșitul Dinastiei Song de Nord / Începutul Dinastiei Song de Sud Cotropirea capitalei Kaifeng de către Yurchani, care au capturat pe Împărat și pe fiul său: 9 ianuarie 1127.                                      | |                                                         |
| 1214                                         |                                                         | Războiul de la Beijing | |                                                         |
| 1255                                         |                                                         | | Călătoria lui Marco Polo |                                                         |
| 1260                                         | Kubilai Khan                                            | | Călătoria lui Marco Polo |                                                         |
| 1271                                         | Kubilai Khan                                            | Dinastia Yuan | Călătoria lui Marco Polo |                                                         |
| 1273                                         | Kubilai Khan                                            | Dinastia Yuan | Călătoria lui Marco Polo | Războiul de la Xiangyang                                |
| 1279                                         | Kubilai Khan                                            | Dinastia Yuan | Călătoria lui Marco Polo | Războiul de la Yamen                                    |
| 1289                                         | Kubilai Khan                                            | Dinastia Yuan | Călătoria lui Marco Polo | Frații Franciscani au început apostolatul lor în China. |
| 1294                                         | Kubilai Khan                                            | Dinastia Yuan | Călătoria lui Marco Polo |                                                         |
| 1295                                         |                                                         | Dinastia Yuan | Călătoria lui Marco Polo |                                                         |
| 1368                                         |                                                         | Dinastia Yuan | |                                                         |
| Dinastia Ming                                | Hongwu                                                  | | |                                                         |
| Dinastia Ming                                | Hongwu                                                  | 1398 | |                                                         |
| Dinastia Ming                                | 1399                                                    | Yianwen | |                                                         |
| Dinastia Ming                                | 1402                                                    | Yianwen | |                                                         |
| Dinastia Ming                                | 1403                                                    | Yongle | |                                                         |
| Dinastia Ming                                | 1405                                                    | Yongle | | Călătoria lui Zheng He                                  |
| Dinastia Ming                                | 1406                                                    | Yongle | A început construirea «Orașului interzis». | Călătoria lui Zheng He                                  |
| Dinastia Ming                                | 1424                                                    | Yongle | | Călătoria lui Zheng He                                  |
| Dinastia Ming                                | Hongxi                                                  | | | Călătoria lui Zheng He                                  |
| Dinastia Ming                                | 1425                                                    | | | Călătoria lui Zheng He                                  |
| Dinastia Ming                                | 1426                                                    | Xuande | | Călătoria lui Zheng He                                  |
| Dinastia Ming                                | 1433                                                    | Xuande | | Călătoria lui Zheng He                                  |
| Dinastia Ming                                | 1435                                                    | Xuande | |                                                         |
| Dinastia Ming                                | 1449                                                    | | Asaltul Fortăreței Tumu |                                                         |
| Dinastia Ming                                | 1506                                                    | Zhengde | |                                                         |
| Dinastia Ming                                | 1516                                                    | Zhengde | Primele așezăminte portugheze la Macao |                                                         |
| Dinastia Ming                                | 1521                                                    | Zhengde | |                                                         |
| Dinastia Ming                                | 1522                                                    | Jiajing | |                                                         |
| Dinastia Ming                                | 1556                                                    | Jiajing | Cutremur de pământ la Shaanxi și la Gansu: 850 000 de morți. |                                                         |
| Dinastia Ming                                | 1566                                                    | Jiajing | |                                                         |
| Dinastia Ming                                | 1573                                                    | Wanli | |                                                         |
| Dinastia Ming                                | 1582                                                    | Wanli | Iezuiții au început apostolatul lor în China. |                                                         |
| Dinastia Ming                                | 1616                                                    | Wanli | Nurhaci a fondat Dinastia Qing în Manciuria |                                                         |
| Dinastia Ming                                | 1619                                                    | Wanli | Războiul de la Sarhu |                                                         |
| Dinastia Ming                                | 1620                                                    | Wanli | |                                                         |
| Dinastia Ming                                | Taichang                                                | | |                                                         |
| Dinastia Ming                                | Tianqi                                                  | | |                                                         |
| Dinastia Ming                                | 1627                                                    | Prima expediție făcută din Manciuria în Coreea | |                                                         |
| Dinastia Ming                                | 1627                                                    | Prima expediție făcută din Manciuria în Coreea | Chongzhen |                                                         |
| Dinastia Ming                                | 1637                                                    | A doua expediție făcută din Manciuria în Coreea | |                                                         |
| Dinastia Ming                                | 1644                                                    | | |                                                         |
| Dinastia Qing                                | Shunzhi                                                 | | |                                                         |
| Dinastia Qing                                | Shunzhi                                                 | 1661 | |                                                         |
| Dinastia Qing                                | 1662                                                    | Kangxi | |                                                         |
| Dinastia Qing                                | 1674                                                    | Kangxi | Revolta Celor Trei Feudali |                                                         |
| Dinastia Qing                                | 1680                                                    | Kangxi | Revolta Celor Trei Feudali | Primul guvernator portughez la Macao                    |
| Dinastia Qing                                | 1683                                                    | Kangxi | Revolta Celor Trei Feudali |                                                         |
| Dinastia Qing                                | 1689                                                    | Kangxi | Tratatul de la Nertchinsk |                                                         |
| Dinastia Qing                                | 1711                                                    | Kangxi | Compania britanică a Indiilor orientale instalează o legătură poștală la Guangzhou |                                                         |
| Dinastia Qing                                | 1716                                                    | Kangxi | A fost publicat Dicționarul lui Kangxi |                                                         |
| Dinastia Qing                                | 1722                                                    | Kangxi | |                                                         |
| Dinastia Qing                                | 1723                                                    | Yongzheng | |                                                         |
| Dinastia Qing                                | 1735                                                    | Yongzheng | |                                                         |
| Dinastia Qing                                | Qianlong                                                | | |                                                         |
| Dinastia Qing                                | 1755                                                    | Zece aliațe mari | |                                                         |
| Dinastia Qing                                | 1790                                                    | Zece aliațe mari | |                                                         |
| Dinastia Qing                                | 1793                                                    | Lord Macartney, primul emisar britanic la Beijing | |                                                         |
| Dinastia Qing                                | 1796                                                    | | |                                                         |
| Dinastia Qing                                | Jiaqing                                                 | | |                                                         |
| Dinastia Qing                                | 1814                                                    | Primii convertiți la creștinism de occidentali (creștinismul nestorian era de mult timp prezent în China) | |                                                         |
| Dinastia Qing                                | 1820                                                    | | |                                                         |
| Dinastia Qing                                | 1821                                                    | Daoguang | |                                                         |
| Dinastia Qing                                | 1839                                                    | Daoguang | Primul război împotriva opiumului |                                                         |
| Dinastia Qing                                | 1842                                                    | Daoguang | Primul război împotriva opiumului | Tratatul de la Nankin                                   |
| Dinastia Qing                                | 1850                                                    | Daoguang | |                                                         |
| Dinastia Qing                                | 1851                                                    | Xianfeng | Revolta de la Taiping |                                                         |
| Dinastia Qing                                | 1854                                                    | Xianfeng | Revolta de la Taiping |                                                         |
| Dinastia Qing                                | 1856                                                    | Xianfeng | Al doilea război împotriva opiumului |                                                         |
| Dinastia Qing                                | 1858                                                    | Xianfeng | Al doilea război împotriva opiumului | Tratatul de la Aigun Tratatul de la Tianjin             |
| Dinastia Qing                                | 1860                                                    | Xianfeng | Al doilea război împotriva opiumului | Convenția de la Peking                                  |
| Dinastia Qing                                | 1861                                                    | Xianfeng | |                                                         |
| Dinastia Qing                                | 1862                                                    | Tongzhi | |                                                         |
| Dinastia Qing                                | 1874                                                    | Tongzhi | |                                                         |
| Dinastia Qing                                | 1875                                                    | Guangxu | |                                                         |
| Dinastia Qing                                | 1876                                                    | Guangxu | Convenția de la Chefoo |                                                         |
| Dinastia Qing                                | 1884                                                    | Guangxu | Războiul franco-chinez |                                                         |
| Dinastia Qing                                | 1885                                                    | Guangxu | Războiul franco-chinez | Bătălia de la Foochow                                   |
| Dinastia Qing                                | 1894                                                    | Guangxu | Primul Război sino-japonez | Bătălia de la râul Yalu(1894)                           |
| Dinastia Qing                                | 1895                                                    | Guangxu | Primul Război sino-japonez | Tratatul de la Shimonoseki                              |
| Dinastia Qing                                | 1898                                                    | Guangxu | Reforma de 100 de zile | Lovitura de Stat a lui Împărăteasa Cixi, Nobila Văduvă  |
| Dinastia Qing                                | 1900                                                    | Guangxu | Revolta Boxerilor |                                                         |
| Dinastia Qing                                | 1901                                                    | Guangxu | Tratatul din 1901 |                                                         |
| Dinastia Qing                                | 1908                                                    | Guangxu | |                                                         |
| Dinastia Qing                                | Puyi                                                    | | |                                                         |
| Dinastia Qing                                | 1911                                                    | Revoluția de la Xinhai | Mișcarea de la Wuchang |                                                         |

## China contemporană
| Date             | Puterea conducătoare | Conducătorul statului                                                              | Evenimente                                                     | Alte personaje / evenimente                          |
| 1912             | Republica chineză    | Sun Yat-sen                                                                        | Revoluția de la Xinhai                                         |                                                      |
| 1913             | Republica chineză    | Sun Yat-sen                                                                        |                                                                |                                                      |
| Yuan Shikai      | Republica chineză    |                                                                                    |                                                                |                                                      |
| 1915             | Republica chineză    | 21 de cereri ale Japoniei                                                          |                                                                |                                                      |
| 1919             | Republica chineză    |                                                                                    | Miscările din 4 mai                                            |                                                      |
| 1921             | Republica chineză    |                                                                                    | Fondarea Partidului comunist chinez                            |                                                      |
| 1926             | Republica chineză    |                                                                                    | Expediția din Nord                                             |                                                      |
| 1927             | Republica chineză    |                                                                                    | Expediția din Nord                                             | Sciziunea Guomindang și a Partidului Comunist Chinez |
| 1927             | Republica chineză    | Instalarea lui Nanchang                                                            | Expediția din Nord                                             |                                                      |
| 1928             | Republica chineză    | Tchang Kaï-chek                                                                    | Expediția din Nord                                             | Incident de Jinan                                    |
| 1931             | Republica chineză    | Tchang Kaï-chek                                                                    | Republica sovietică chineză                                    | Incident de Mukden                                   |
| 1931             | Republica chineză    | Lin Sen                                                                            | Republica sovietică chineză                                    |                                                      |
| 1932             | Republica chineză    | Japonia declară stabilirea orașului Manzhouguo în Manciuria, independentă de China | Republica sovietică chineză                                    |                                                      |
| 1934             | Republica chineză    |                                                                                    | Republica sovietică chineză                                    |                                                      |
| Marșul cel Lung  | Republica chineză    |                                                                                    |                                                                |                                                      |
| 1935             | Republica chineză    |                                                                                    |                                                                |                                                      |
| 1936             | Republica chineză    | Incidentul de la Xian                                                              | Japonia stabilește Mengjiang                                   |                                                      |
| 1937             | Republica chineză    | Al doilea război sino-japonez                                                      | Incidentul de la Podul Marco Polo                              |                                                      |
| 1937             | Republica chineză    | Al doilea război sino-japonez                                                      | Bătălia de la Pingxingguan                                     |                                                      |
| 1937             | Republica chineză    | Al doilea război sino-japonez                                                      | Bătălia de la Nanjing                                          |                                                      |
| 1937             | Republica chineză    | Al doilea război sino-japonez                                                      | Masacrul de la Nankin                                          |                                                      |
| 1938             | Republica chineză    | Al doilea război sino-japonez                                                      | Bătălia de la Taierzhuang                                      |                                                      |
| 1939             | Republica chineză    | Al doilea război sino-japonez                                                      | Bătălia de la Changsha (1939)                                  |                                                      |
| 1940             | Republica chineză    | Al doilea război sino-japonez                                                      | Campania celor 100 de regimente                                |                                                      |
| 1941             | Republica chineză    | Al doilea război sino-japonez                                                      | Bătălia de la Changsha (1941)                                  |                                                      |
| 1942             | Republica chineză    | Al doilea război sino-japonez                                                      | Bătălia de la Changsha (1942)                                  |                                                      |
| 1943             | Republica chineză    | Al doilea război sino-japonez                                                      |                                                                |                                                      |
| Tchang Kaï-chek  | Republica chineză    | Al doilea război sino-japonez                                                      |                                                                |                                                      |
| 1944             | Republica chineză    | Al doilea război sino-japonez                                                      | Bătălia de la Changsha (1944)                                  |                                                      |
| 1945             | Republica chineză    | Al doilea război sino-japonez                                                      | Guvernul naționalist este unul dintre membrii fondatori ai ONU |                                                      |
| 1947             | Republica chineză    | Incidentul de la 28 februarie                                                      |                                                                |                                                      |
| 1949             | Republica chineză    | Guomindang se repliază spre Taiwan                                                 |                                                                |                                                      |
| 1971             | Republica chineză    | RPC revocă Republica Chineză ca mambru alConsiliului de Securitate al ONU          |                                                                |                                                      |
| 1975             | Republica chineză    |                                                                                    |                                                                |                                                      |
| Yen Chia-jin     | Republica chineză    |                                                                                    |                                                                |                                                      |
| 1978             | Republica chineză    |                                                                                    |                                                                |                                                      |
| Chiang Ching-kuo | Republica chineză    |                                                                                    |                                                                |                                                      |
| 1979             | Republica chineză    | Taiwan Relations Act a fost votat în Congresul Statelor Unite                      |                                                                |                                                      |
| 1988             | Republica chineză    |                                                                                    |                                                                |                                                      |
| Lee Teng-hui     | Republica chineză    |                                                                                    |                                                                |                                                      |
| 1996             | Republica chineză    | A treia criză a Strâmtorii Taiwan                                                  | Alegerile prezidențiale din Republica Chineză din anul 1996    |                                                      |
| 2000             | Republica chineză    | Alegerile prezidențiale din Republica Chineză din anul 2000                        |                                                                |                                                      |
| 2000             | Republica chineză    | Chen Shui-bian                                                                     | Four Noes and One Without de Chen Shui-bian                    |                                                      |
| 2002             | Republica chineză    | Chen Shui-bian                                                                     | Accession à l'OMC                                              |                                                      |
| 2003             | Republica chineză    | Chen Shui-bian                                                                     | Épidémie de SRAS                                               |                                                      |
| 2004             | Republica chineză    | Chen Shui-bian                                                                     | Élections de la République de Chine 2004                       |                                                      |

| Date | Puterea conducătoare       | Conducătorul statului | Evenimente                                                             | Alte personaje / evenimente                                    |
| 1949 | Republica populară chineză | Mao Zedong            | Fondarea Republica populară chineză                                    |                                                                |
| 1950 | Republica populară chineză | Mao Zedong            | Bataille du réservoir de Chosin                                        | Războiul din Coreea                                            |
| 1951 | Republica populară chineză | Mao Zedong            | Ocuparea Tibetului                                                     | Războiul din Coreea                                            |
| 1953 | Republica populară chineză | Mao Zedong            |                                                                        | Războiul din Coreea                                            |
| 1976 | Republica populară chineză | Mao Zedong            | Quatre modernisations                                                  | Evenimentele din piața Tienanmen în urma morții lui Zhou Enlai |
| 1976 | Republica populară chineză | Mao Zedong            | Hua Guofeng                                                            |                                                                |
| 1997 | Republica populară chineză | Mao Zedong            | Înapoierea Hong Kong-ului, care devine Regiune administrativă specială | Moartea lui Deng Xiaoping                                      |
| 1999 | Republica populară chineză | Mao Zedong            | Înapoierea Macao                                                       |                                                                |

## Cronologie recentă

### 2004
- Taiwan: realegerea lui Chen Shuibian în Taiwan. Realegerea acestui apărător al independenței Taiwanului nelinișteste China continentală.
- Taiwan: Alegerea Parlamentului Taiwanez dă primul Guomindang.[necesită citare] Ideea unui referendum asupra independenței Taiwanului este abandonată.